# Doğanoğlu, Karakoçan
Doğanoğlu là một xã thuộc huyện Karakoçan, tỉnh Elâzığ, Thổ Nhĩ Kỳ. Dân số thời điểm năm 2011 là 96 người.